# Nestor Carbonell
Nestor Carbonell (született: Nestor Gastón Carbonell) (New York, 1967. december 1. –) Primetime Emmy-díjas amerikai színész. 
Legismertebb szerepe Luis Rivera a Szeleburdi Susan című vígjátéksorozatban.

## Élete és pályafutása
New Yorkban született. A Harvard Egyetemen tanult az 1980-as évek végén. Az apja aktív kubai-amerikai közösség tag, és magas pozícióban van a Pepsinél.
Carbonellt főként sorozatszínészként aktív, feltűnt a The Tick és a Strong Medicine című műsorokban, valamint szinkronhangként a Kim Possible című rajzfilmsorozatban. Vendégszereplőként felbukkant a Doktor House és a Daybreak – Időbe zárva epizódjaiban. A Lost – Eltűntek egyik fontos karakterét, Richard Alpert-et játszotta számos epizódban. A CBS A cukorbáró című sorozatában is szerepet kapott.
Ő alakítottaa Gotham City polgármesterét a 2007-es A sötét lovag című filmben.